# Enrico Beltracchini
Enrico Beltracchini (6 luglio 1910 – ...) è stato un pilota automobilistico italiano.

## Carriera
Disegnatore meccanico e collaboratore di Arnaldo Roselli, sotto la cui guida aveva partecipato alla progettazione dell'Alfa Romeo 16C Bimotore e della Auto Avio Costruzioni 815, il milanese Enrico Beltracchini acquistò da Alberto Ascari, nel 1943, la "815 Coda corta" con la quale aveva partecipato alla Mille Miglia del 1940. Al volante di tale vettura il gentleman-driver Beltracchini si cimentò in varie competizioni, senza conseguire risultati di rilievo.

## Competizioni alle quali ha partecipato
| Data              | Tipo auto                 | Competizione                 | Risultato |
| ----------------- | ------------------------- | ---------------------------- | --------- |
| 28 aprile 1940    | FIAT                      | Mille Miglia                 | Ritirato  |
| 15 settembre 1946 | Fiat 500                  | Circuito della Superba       | 10º       |
| 22 settembre 1946 | Fiat 500                  | Circuito di Asti             | 7º        |
| 13 aprile 1947    | \                         | San Remo                     | Ritirato  |
| 11 maggio 1947    | Auto Avio Costruzioni 815 | Piacenza                     | Ritirato  |
| 1º giugno 1947    | FIAT                      | Vercelli                     | Ritirato  |
| 1º giugno 1947    | Auto Avio Costruzioni 815 | Vercelli                     | 4º        |
| 15 giugno 1947    | Auto Avio Costruzioni 815 | Vigevano                     | Ritirato  |
| 22 giugno 1947    | Auto Avio Costruzioni 815 | Mille Miglia                 | Ritirato  |
| 20 luglio 1947    | Auto Avio Costruzioni 815 | Coppa d'Oro delle Dolomiti   | 28º       |
| 15 agosto 1947    | Auto Avio Costruzioni 815 | Circuito di Pescara          | Ritirato  |
| 24 agosto 1947    | Auto Avio Costruzioni 815 | Circuito di Senigallia       | 5º        |
| 31 agosto 1947    | Auto Avio Costruzioni 815 | Novara                       | 5º        |
| 14 settembre 1947 | Auto Avio Costruzioni 815 | Circuito del Lido di Venezia | 5º        |
| 2 maggio 1948     | Auto Avio Costruzioni 815 | Mille Miglia                 | Iscritto  |